# مسابقه ریاضیات استرالیا
مسابقه ریاضیات استرالیا  مسابقه‌ای است که توسط معلمان ریاضی استرالیا، برای دانش‌آموزان ۳ سال تا ۱۲ سال در استرالیا برگزار می‌شود. از بدو تأسیس این مسابقه در سال ۱۹۷۶ در استرالیا، تعداد کسانی که در آن شرکت کرده‌اند به حدود ۶۰۰۰۰۰ نفر افزایش یافته‌است، که حدود ۱۰۰۰۰۰ نفر از خارج از استرالیا بوده‌اند و این بزرگترین مسابقه ریاضیات در جهان است.

## تاریخچه

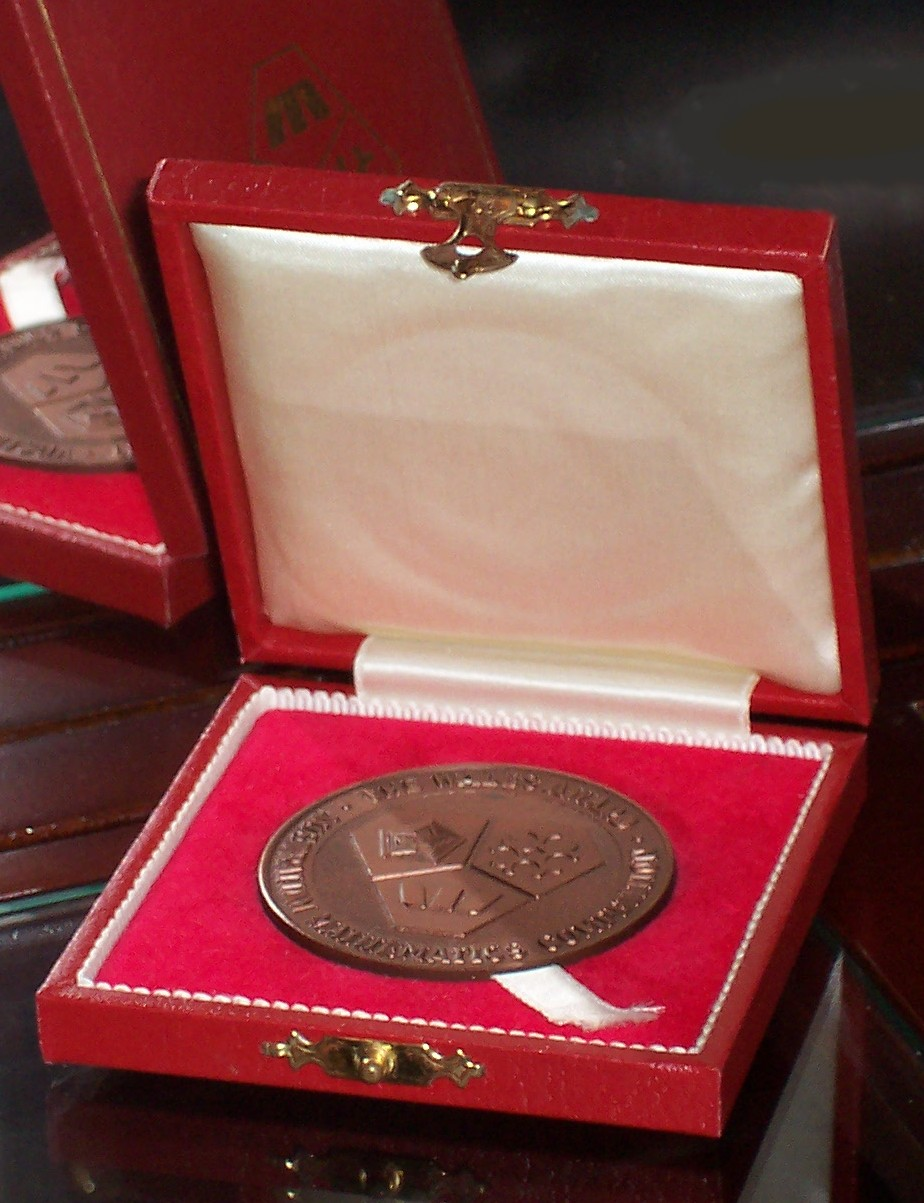
جایزه ولز از سال ۱۹۷۸

این مسابقه برای اولین بار در سال ۱۹۷۶، برای دانش آموزان در پایتخت استرالیا برگزار شد و ۱۲۰۰ نفر شرکت کننده داشت. در سالهای ۱۹۷۶ و ۱۹۷۷ به دانش آموزان برجسته مدال برنز اهدا شد. در سال ۱۹۷۸، این مسابقه به یک رویداد کشوری تبدیل شد و برای ۶۰۰۰۰ دانش آموز از استرالیا و نیوزلند با جوایز ولز برگزار شد.

## قالب مسابقه
مسابقه ریاضی استرالیا شامل بیست و پنج سؤال چند گزینه ای و پنج سؤال تشریحی است که درجه سختی سوالات در سه سطح می‌باشند. دانش آموزان پاسخهای خود را در پاسخنامه‌ای علامت زده که توسط کامپیوتر تصحیح می‌گردد. دانش آموزان پایه سوم تا ششم در ۶۰ دقیقه و دانش آموزان هفتم تا پیش دانشگاهی در ۷۵ دقیقه به ۳۰ سؤال باید پاسخ دهند. سوالات ابتدایی در سطح دانشی است و انتظار می‌رود شرکت کنندگان به تمامی این سوالات پاسخ دهند. سوالات به تدریج سخت‌تر می‌شوند، تا هنگامی که به سوالات استدلالی می‌رسیم. . این مسابقه در ۵ سطح برگزار می‌شود:
- سطح اول:دانش آموزان سوم و چهارم
- سطح دوم:دانش آموزان پنجم و ششم
- سطح سوم:هفتم و هشتم
- سطح چهارم: اول و دوم دبیرستان
- سطح پنجم :سوم دبیرستان و پیش دانشگاهی

هر دانش آموز یک کارنامه کامل با تمام جزئیات دریافت می‌کند که نشان می‌دهد در هر مسئله چگونه عمل کرده‌است و در یک مقایسه آماری به نحوه عملکرد او در مقایسه با دیگر دانش‌آموزان در سراسر دنیا می‌پردازد و هر دانش آموز یک گواهینامه متناسب با عملکرد خود دریافت خواهد کرد. ۲۰ سؤال اول این مسابقه ریاضی در حیطهٔ دانشی است و همان سوالاتی است که دانش‌آموزان با آنها آشنا هستند. ۵ سؤال آخر در حیطه استدلال و تفکر ریاضی می‌باشند و دانش آموزان برای اولین باربا آنها مواجه می‌شوند و باید از پس حل آن برآیند. در حقیقت این سوالات دانش آموزان را به چالش می‌کشد. سوالات این مسابقه به جای تمرکز روی محاسبات بر تفکر ریاضی تأکید دارد و هدفش محاسبات پیچیده ریاضی نیست بلکه به استدلال و تفکر ریاضی را در مورد سنجش قرار می‌دهد.

## سرفصل دروس امتحانی
هیچ سرفصل رسمی برای این مسابقه وجود ندارد. مسئله‌های مسابقه ریاضی استرالیا ارتباط ریاضیات را با زندگی روزمره نشان می‌دهد؛ و دانش‌آموزان با سطوح مختلف ریاضی می‌توانند در این مسابقه شرکت کنند.